# Herrschaft Hochhaus

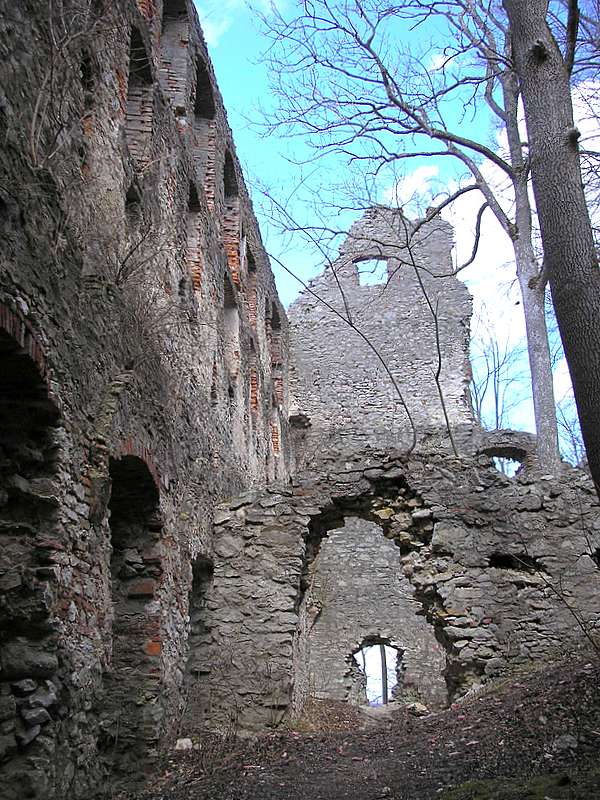
Burg Hochhaus

Die Herrschaft Hochhaus entstand im Hochmittelalter aus einer Seitenlinie der edelfreien Familie von Hürnheim. Dieser Familienzweig benannte sich nach ihrem Stammsitz, der um 1200 entstandenen Burg Hochhaus auf der heutigen Gemarkung von Hohenaltheim.
Im Jahr 1236 wird Rudolf I. von Hochhaus als Zeuge in einer Urkunde genannt. 1347 wurden die Herrschaft und die Burg von Konrad II. an die Grafen von Oettingen-Oettingen verkauft und in die Grafschaft Oettingen eingegliedert. Die Herren von Hochhaus starben 1353 im Mannesstamm aus.
Die Herrschaft Hochhaus besaß Güter in Oberringingen, Unterringingen und Warnhofen.